# Paul Tergat
Paul Tibii Tergat (født 17. juni 1969 i Riwo, Kenya) er en kenyansk atletikudøver (langdistanceløber), der vandt sølv på 10.000 meter ved både OL i Atlanta 1996 og OL i Sydney 2000. I VM-sammenhæng blev det også til to sølvmedaljer på samme distance, i Athen i 1997 og i Sevilla i 1999.
Tergat var desuden en årrække indehaver af verdensrekorden i marathonløb.